# Brachycephalus rotenbergae
Brachycephalus rotenbergae — вид жаб родини короткоголових (Brachycephalidae). Описаний у 2021 році.

## Назва
Вид названо на честь Елсі Лаури К. Ротенберг, засновниці та керівниці бразильської громадської організації «Projeto Dacnis», яка займається дослідженням та збереженням Атлантичного лісу.

## Поширення
Ендемік Бразилії. Поширений у штаті Сан-Паулу. Мешкає у лісах гірського масиву Серра-да-Мантикейра.